# Rudolf Lunghard
Rudolf Lunghard (* 14. Mai 1902 in Höxter; † 7. Juni 1983) war ein deutscher Maler, Grafiker und Kunsthandwerker. Er war ein bekannter deutscher Keramiker.

## Leben und Werk
Nach einer vierjährigen Malerlehre in der Porzellanmanufaktur Fürstenberg wirkte Rudolf Lunghard als Porzellanmaler in den Manufakturen Ludwigsburg und Schorndorf. Er ließ sich weiter an der Kunstgewerbeschule Stuttgart ausbilden und studierte an der Kunstakademie Stuttgart. 1922 und 1923 studierte er an der Kunstakademie in Venedig.
Von 1926 bis 1939 wirkte er als Lehrer in der keramischen Abteilung der Kunstgewerbeschule Stuttgart. 1936 legte er seine Meisterprüfung im Töpferhandwerk ab. Von 1939 bis 1967 wirkte er als Direktor der Staatlichen Fachschule für Porzellan in Selb. Er entwickelte Serienartikel für Porzellanhersteller wie Rosenthal und für das heute ebenfalls zu Rosenthal gehörende Unternehmen Hutschenreuther.
1929 nahm Rudolf Lunghard mit zwei Mauerbildern aus Porzellan an der Ausstellung der Stuttgarter Sezession teil. Bis 1982 nahm er an zahlreichen Ausstellungen im In- und Ausland teil, darunter die Triennale in Mailand und die Weltausstellung in Brüssel 1958.